# Asmat Diasamidze
Asmat Diasamidze (ur. 30 stycznia 1973) – gruzińska łuczniczka.

## Życiorys
Uczestniczyła w Letnich Igrzyskach Olimpijskich w 2000 reprezentując Gruzję. Zdobyła drużynowy złoty medal podczas Halowych Mistrzostw Europy w Łucznictwie 2011.